# 神田裕
神田 裕（かんだ ゆたか、1958年（昭和33年）6月4日 - ）は、日本の政治家。自由民主党所属の元衆議院議員（1期）。元自由民主党茨城県総支部連合会事務局長。

## 来歴
茨城県水戸市生まれ。1982年（昭和57年）、明治大学経営学部卒業。後に自民党茨城県連事務局長就任。
2017年（平成29年）、第48回衆議院議員総選挙に比例北関東ブロックに自由民主党から単独33位で出馬し、初当選した。
2021年（令和3年）の第49回衆議院議員総選挙では公認されず1期で退任した。

## 政策
- アベノミクスを評価する[3]。
- 消費増税の先送りをどちらかと言えば評価する[3]。
- 安全保障関連法の成立を評価する[3]。
- 北朝鮮問題への取り組みを評価する[3]。
- 共謀罪法を評価する[3]。
- 消費税10%に賛成。増えるべき税収の使いみちは、幼児教育の無償化や高等教育の負担軽減[3]。
- 憲法改正に賛成。改正すべき項目に、地方自治・緊急事態条項・憲法改正の手続きを挙げる[3]。

## その他
- 自民党茨城県連関係者では、2003年の総選挙に中山一生（元中山利生秘書）[4]、2005年と2009年の総選挙で大高松男（自民党茨城県連事務局長）[5][6]、2012年の総選挙で新谷正義（医療法人理事長）[7]、2014年の総選挙に冨山ひで子（自民党茨城県連下館支部長）[8]が出馬している。